# Graptemys nigrinoda
Espèce
Statut de conservation UICN

 LC  : Préoccupation mineure
Statut CITES
Graptemys nigrinoda est une espèce de tortue de la famille des Emydidae.

## Répartition
Cette espèce est endémique des États-Unis. Elle se rencontre dans le bassin de la rivière Alabama, de la Tombigbee et de la Black Warrior river dans les États d'Alabama et du Mississippi.

## Liste des sous-espèces
Selon TFTSG (27 mai 2011) :
- Graptemys nigrinoda nigrinoda Cagle, 1954
- Graptemys nigrinoda delticola Folkerts & Mount, 1969

## Publications originales
- Cagle, 1954 : Two new species of the genus Graptemys. Tulane Studies in Zoology, vol. 1, no 11, p. 165-186 (texte intégral).
- Folkerts & Mount, 1969 : A new subspecies of the turtle Graptemys nigrinoda Cagle. Copeia, vol. 1969, no 4, p. 677-682 (texte intégral).